# 4503 Cleobulus
A 4503 Cleobulus (ideiglenes jelöléssel 1989 WM) egy földközeli kisbolygó. Carolyn Shoemaker fedezte fel 1989. november 28-án.